# Église Saint-Saturnin d'Ortolanes
L'église Saint-Saturnin d'Ortolanes (en catalan : Sant Sadurní d'Hortolanes), aujourd'hui Notre-Dame-de-la-Salut de Pia (en catalan : Mare de Déu de la Salut de Pià) est un édifice religieux situé à Pia, dans le département français des Pyrénées-Orientales, en région Occitanie.

## Description
L'église se situe au nord-ouest du village de Pia, relativement isolée dans les vignes. L'édifice est composé d'une nef unique terminée par une abside semi-circulaire pointant vers l'est. Il est surmonté d'un clocher carré au dessus de son entrée. Le plafond est tenu par des voûtes en berceau, et l'ensemble de la toiture est recouverte de tuiles. L'église est construite en pierre et en cayrou, et est percée de d'ouvertures encadrées de briques.

## Histoire
L'église et le village d'Ortolanes apparaît dans les actes en 961, dans une donation faite à l'abbaye Saint-Michel de Cuxa. L'édifice servait alors de lieu de culte au village d'Ortolanes et à celui de Tapià, ainsi qu'à d'autres  localités situées entre Rivesaltes et Pia. Le village sera par la suite transféré au prieur d'Espira-de-l'Agly en 1264. Malgré la disparition progressive des villages qu'elle desservait, l'église reste sous le vocable de Saint-Saturnin (ou Sernin), jusqu'à la fin du XVIIIe siècle. C'est à partir de 1683 que se développe le culte de Notre-Dame-de-la-Salut, lorsque les habitants de Pia s'y sont rendus en procession pour demander la protection de Marie. Les habitants s'y rendaient le 5 août pour célébrer la fête de Notre-Dame-des-Neiges, mais aussi à Pâques, à la Pentecôte et le dimanche suivant la Saint-Marc. L'église est pillée, fermée et vendue en 1793 durant la Révolution et restaurée et réouverte au culte après un rachat en 1846. Elle accueillait un ermite depuis le XVIIe siècle, cependant, pendant la Révolution, l'ermitage a été détruit, puis un nouvel ermite s'y installa après la réouverture de l'église. C'est durant le XVIIIe siècle que la chapelle passa sous l'invocation de Notre-Dame-de-la-Salut. L'ensemble est restauré en 1986 par la commune et transformé en espace de loisirs.